# カプシクム・キネンセ
カプシクム・キネンセ Capsicum chinense は小型の低木となるトウガラシ属の1種である。ハバネロなどの唐辛子の品種はこの種に属する。

## 概要
アマゾン流域西部の起源であると考えられており、中央アメリカ、西インド諸島からブラジルにかけての低地で栽培される。普通トウガラシと呼ばれるのは同属の Capsicum annuum で、本種はこれに近縁である。また C. annuum は本種から分化した栽培型と考えられることもある。
染色体数は 2n = 24。江川・田中 (1984) は、本種とキダチトウガラシ C. frutescens との種間雑種は12"の対合と高い花粉稔性を示し、形態的も類似していることから、両種は別種ではなく同種と考えるべきであるとしている。

## 品種
本種または本種を含む交雑種には以下のような栽培品種が知られている。
- 7-Pot chili（トリニダード島）
  - 7-Pot Primo (ルイジアナ州)
  - キャロライナ・リーパー Carolina Reaper（サウスカロライナ州）
- Adjuma（スリナム）
- Ají chombo（パナマ）
- Ají dulce (プエルトリコ、ベネズエラ）
- Arriba Saia（ブラジル）
- Datil (フロリダ州)
- Fatalii（アフリカ南部）
- ハバネロ Habanero chile（カリブ海、中央アメリカ、メキシコ）
  - レッド・サビナ 'Red Savina'
  - Cabai gendol（インドネシア）
- 海南黄灯笼椒 Hainan yellow lantern chili（海南島）
- Madame Jeanette（スリナム）
- ブート・ジョロキア Bhut jolokia（アッサム州、キダチトウガラシとの交雑種）
  - ドーセット・ナーガ 'Dorset' Naga pepper（イギリス）
- Scotch bonnet（ジャマイカ、トリニダード）
- トリニダード・スコーピオン Trinidad scorpion （トリニダード島）
  - トリニダード・スコーピオン・ブッチ・テイラー Trinidad Scorpion Butch T pepper
  - Trinidad Moruga Scorpion
- SBカプマックス
- ドラゴンズ・ブレス Dragon's Breath（イギリス）
- ペッパーX Pepper X（サウスカロライナ州）

## 学名
学名の Capsicum chinense（「中国のトウガラシ」の意味）はオーストリア人の植物学者ニコラウス・フォン・ジャカン（Nikolaus Joseph von Jacquin, 1727–1817）が、この種を中国から入手した為に中国原産であると信じて1776年に誤って命名したとされる。しかし、植物の学名についてのルールを決める国際藻類・菌類・植物命名規約において、学名の安定性のため、産地などが誤っていたとしても学名は変更できない。

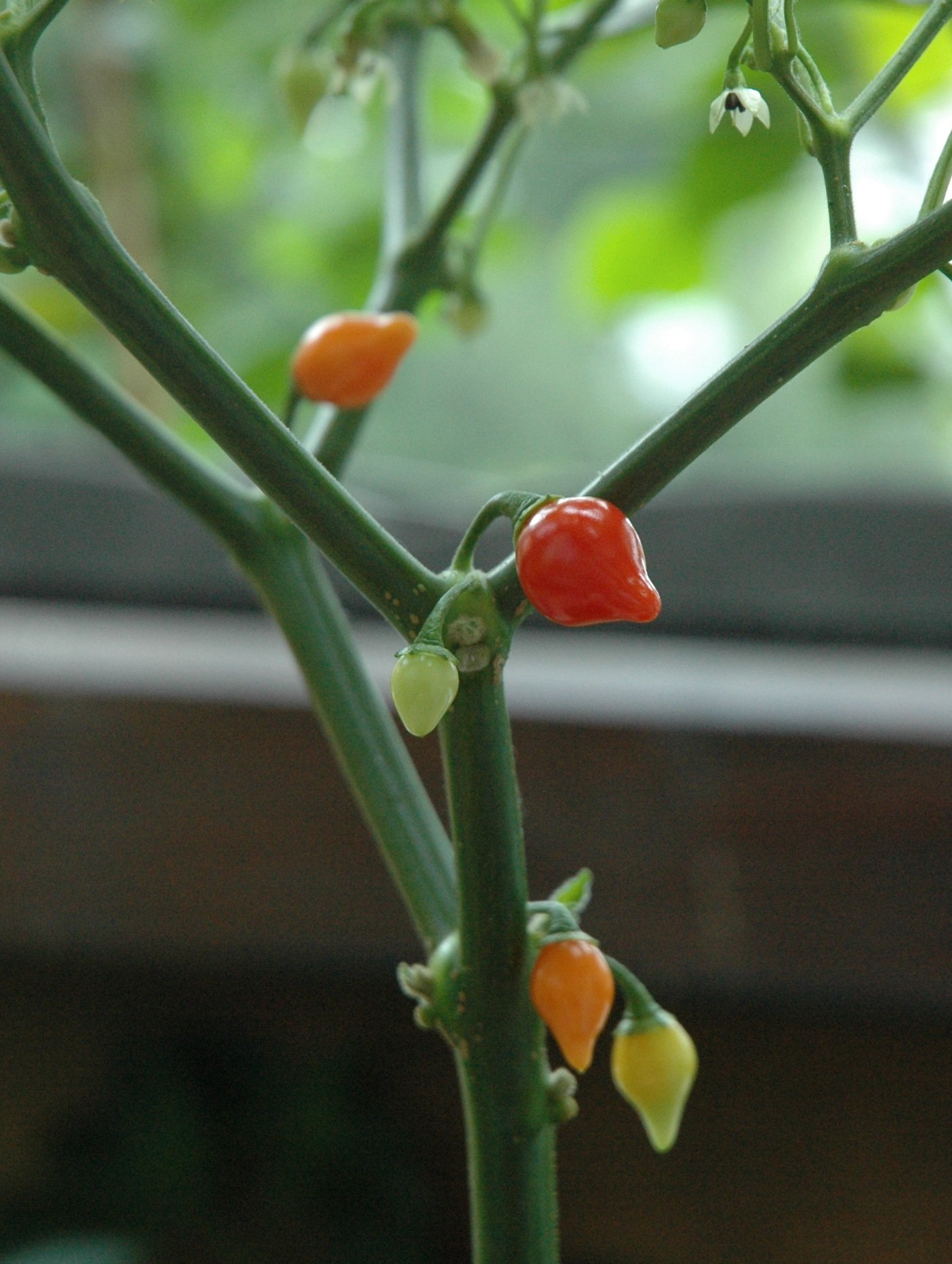
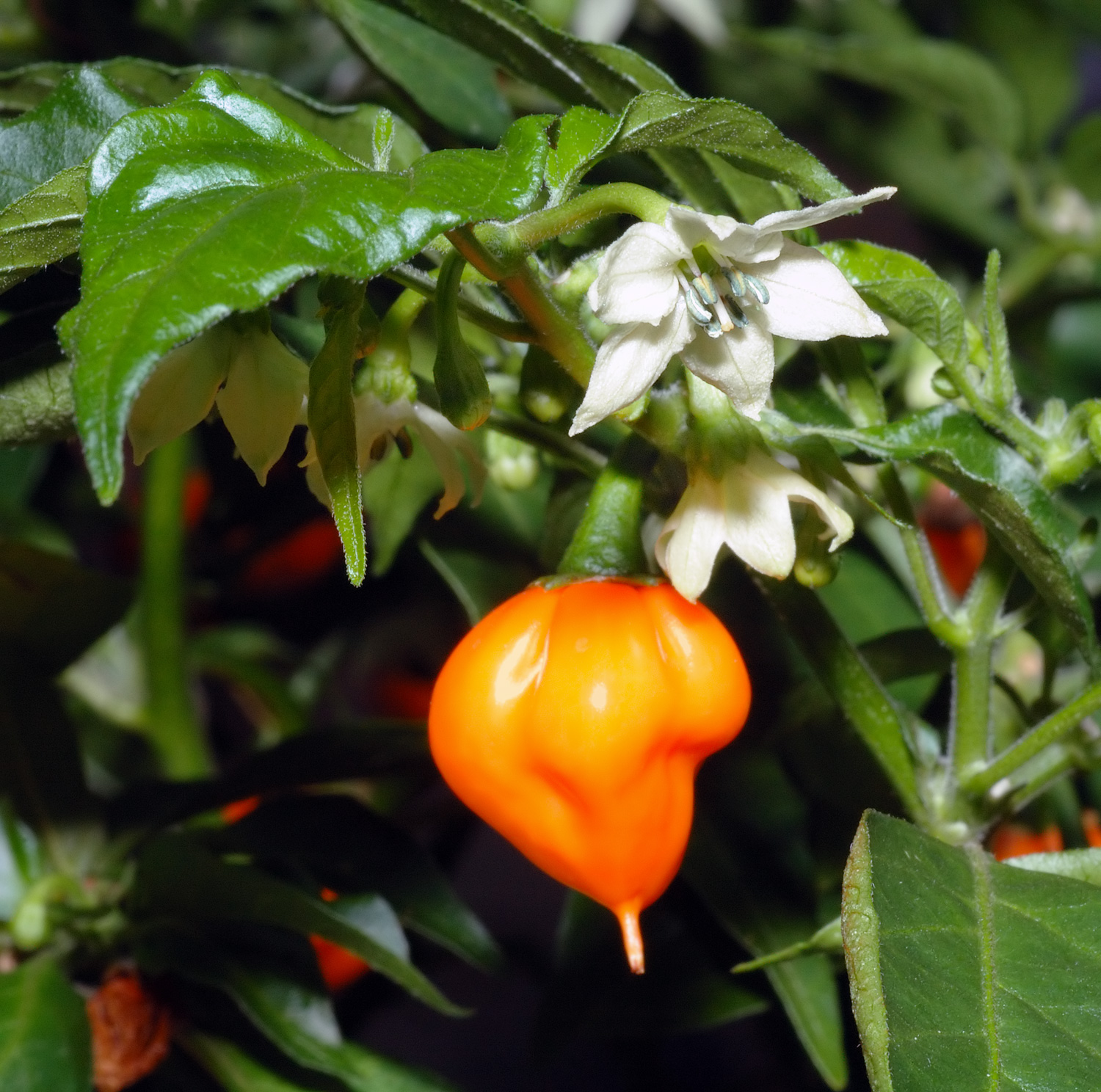
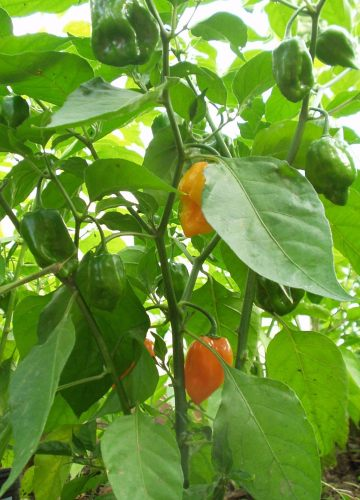
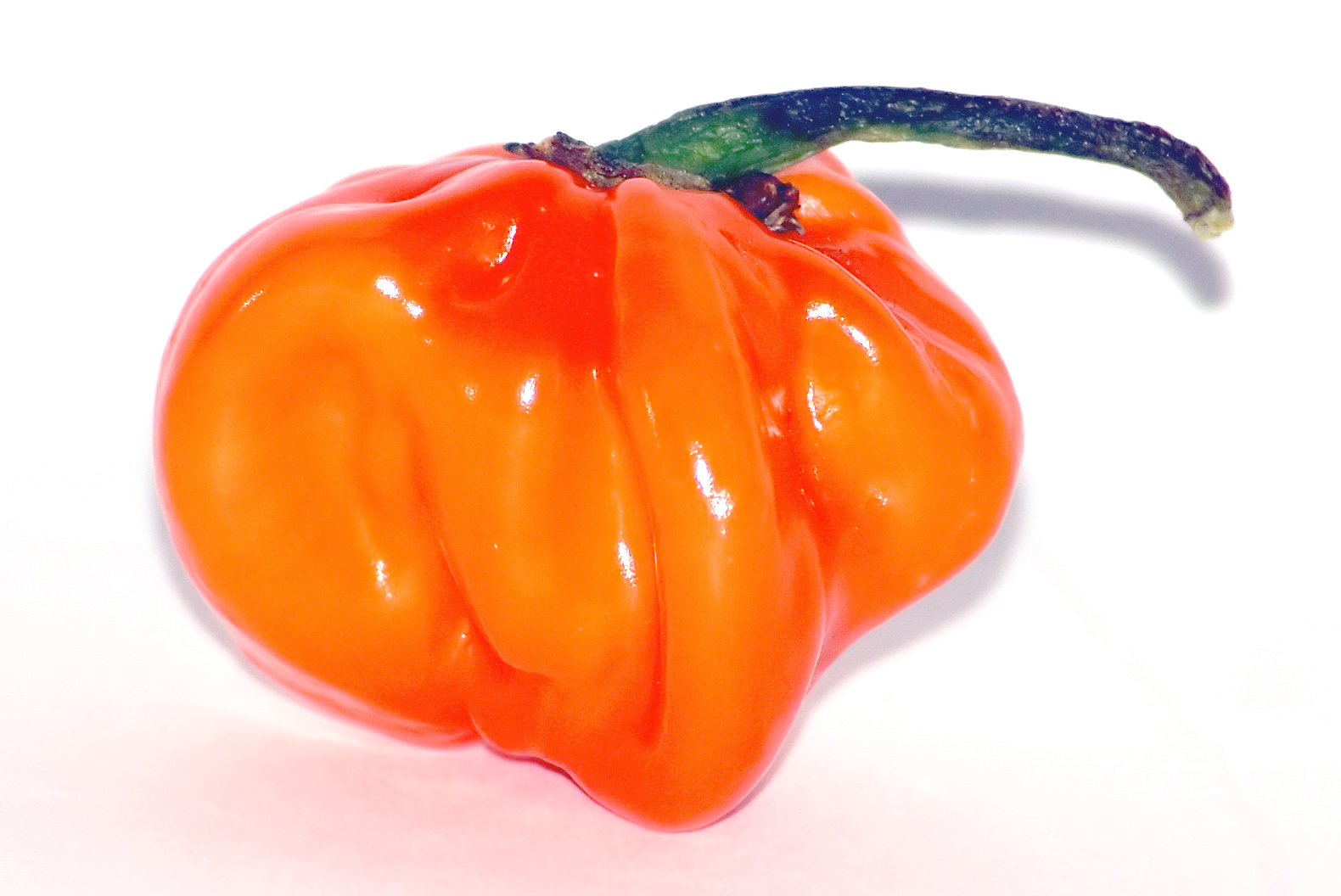